# 高徳寺 (東京都港区)
高徳寺（こうとくじ）は、東京都港区にある浄土宗の寺院。

## 歴史
1579年（天正7年）、晃誉上人無的和尚によって開山された。後に甲賀組所属の望月助之進ら7名によって中興されている。

## 墓所
以下の人物が葬られている。なお、当寺には1600年（慶長5年）以降の過去帳が保管されているため、他の埋葬者の名も記されている。
- 萬屋掌次郎（留学生、江戸京橋南新堀の萬屋庄兵衛の次男） - 1870年（明治3年）米国にて没。横浜在留のアメリカ合衆国四番カピタンのレームの誌
- 河内山宗春（茶坊主、死後講談などの主人公にされる） - 1823年（文政6年）没
- 本康宗円（幕府医官。法眼。）

## 交通アクセス
- 外苑前駅より徒歩4分。